# Даниловград (община)
Община Даниловград (черног. Општина Даниловград) — община в Черногории. Административный центр — город Даниловград.

## География
Община Даниловград занимает площадь в 501 км² и расположена в центральной части Черногории. Около четверти территории общины занимает Белопавлицская равнина, а оставшаяся площадь покрыта холмами и горами. На территории общины находятся горы Вели Гарак. Максимальная высота достигает 1436 метров. На северо-востоке расположена гора Прекорница с высотой в 1927 метров. В долине протекающей по общине реки Зета проживает большая часть населения, река обеспечивает развитие сельского хозяйства.
В общине хорошо развита инфраструктура, географическое положение также очень выгодное: в 33 километрах к востоку находится международный аэропорт Подгорица, в 75 километрах к югу - побережье Адриатического моря.

## Экономика
В экономике общины традиционно ведущую роль играет сельское хозяйство. Белопавлицкая равнина предоставляет отличные возможности для развития этого вида деятельности, а также возможность ирригации из вод Зеты. Также в регионе имеются большие возможности для развития туризма, который также играет значительную роль. На территории общины расположено множество памятников и красивых мест. В общине также действуют компании, занимающиеся обработкой камня и древесины, производство кормов для животных, розничной торговлей и общественным питанием.

## Население
По данным переписи 2011 года, население общины составляет 18 472 человека.
В населении общины преобладают черногорцы (64,19% или 11857 человек), следующее место занимают сербы (27,07% или 5001 человек). Оставшуюся часть населения составляют прочие народы (3,14% или 580 человек) и люди с неизвестной национальностью (5,60% или 1034 человека).
Абсолютное большинство проживающих на территории общины исповедует православие (92,29% или 17047 человек). Также в общине проживают мусульмане (1,42% или 262 человека), атеисты и агностики (1,04% или 193 человека) и последователи иных течений (5,25% или 970 человек).